# Naim Süleymanoğlu
Naim Süleymanoğlu (nacido como Naim Suleimanov; Ptichar, Bulgaria; 23 de enero de 1967-18 de noviembre de 2017) fue un halterófilo búlgaro-turco.

## Vida deportiva
Naim Süleymanoğlu comenzó a levantar pesas a los 10 años y ganó el título mundial júnior de halterofilia a la edad de 14 años. 
A los 15 estableció un récord mundial y en 1982 se convirtió en el segundo hombre en sustentar en dos tiempos tres veces su propio peso y en el campeón mundial de halterofilia más joven de la historia. 
En 1986 se vio afectado por un intento del Gobierno búlgaro por asimilar a la etnia turca con cierre de mezquitas y la prohibición de festividades y entierros musulmanes. Más tarde obtuvo tres medallas de oro en los Juegos Olímpicos de Seúl (1988), Barcelona (1992) y Atlanta (1996).
Tras su retirada, entró en política siendo miembro del Partido Acción Nacionalista de Turquía y fue candidato a la alcaldía de la ciudad de Kiraç. El 18 de noviembre de 2017 falleció tras sufrir unos problemas hepáticos que lo habían llevado a ingresar en la UCI del Hospital Ataehir Memorial.
Naim medía 1,47 m y en su época de competición pesaba 60 kg.